# Macule (médecine)

Macule et tache.

La macule est une lésion cutanée, visible mais non palpable, sous forme d'une tache de couleur et de taille variables. Elle ne présente pas de relief notable à la surface de la peau.
Les macules sont généralement classées selon leur couleur et les effets de la vitropression.

## Description

Les couleurs, formes et épaisseur des macules varient selon leur nature et la couleur de la peau

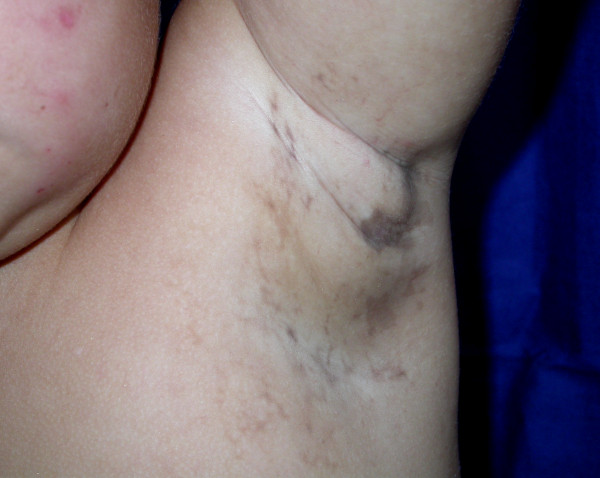
Maculae liée au syndrome de Bloch-Sulzberger ; ici dans la région axillaire gauche d'une fillette de 3 ans ; rem : certaines tâches suivent les lignes de Blaschko

### Couleurs
- taches rouges érythèmateuses
- taches rouges purpuriques
- taches violacées érythro-cyaniques
- taches vasculaires ou angiomes
- taches blanches ou dyschromie (macule leucodermique)
- taches noires ou nævi

### Taille
La taille d'une macule varie, selon les auteurs de 5 à 20 mm ; les auteurs anglophones désignent sous le terme de patch les macules d'une taille supérieure à 2 cm.
- taches généralisées diffuses (érythrodermie, exanthème)
- taches généralisées intermittentes (érythème morbiliforme)
- taches localisées (érythèmes, purpura, vitiligo...etc)

### Localisation
- Thorax
- Membres
- Visage et cuir chevelu
- Plis cutanées (aines, interfessier, aisselles, sous-mammaires, rétro-auriculaire...)
- Éruption descendante, de la tête vers les pieds
- Éruption muqueuse (énanthème)
- Éruption palmoplantaire
- Éruption autour des articulations
- Éruption des faces d'extension
- ...etc